# Emilio Guano
Emilio Guano (Genova, 16 agosto 1900 – Genova, 26 settembre 1970) è stato un vescovo cattolico e biblista italiano.
Ordinato sacerdote a Genova nel 1922, fu vice-assistente della FUCI dal 1933 al 1955. Nel 1962 fu ordinato vescovo e svolse il suo ministero nella diocesi di Livorno.

## Biografia
Guano, basandosi sulla sua sensibilità e sulla sua riflessione culturale, fu un uomo di profonda spiritualità: pur essendo molto legato alle sue tradizioni, portò alla Chiesa idee creative, volte ad equilibrare la cultura moderna e la teologia.
Assistente ecclesiastico nei movimenti intellettuali d'Azione cattolica, la FUCI e il Movimento laureati, Guano contribuì alla formazione religiosa di più generazioni; ordinato sacerdote nel 1922, studiò teologia a Roma al Pontificio Istituto Biblico e, dal 1926, organizzò un'assistenza spirituale e culturale ai giovani del circolo degli universitari cattolici genovesi.

### Attività pastorale
Il pensiero religioso di Guano era ispirato alla filosofia neotomista, influenzato dalla teologia cattolica e protestante francese e tedesca dell'epoca e dalla spiritualità del monachesimo benedettino. Fu soprattutto attratto dal pensiero di Sertillanges, Adam, Jacques Maritain e Romano Guardini. Tra gli anni '30 e '40 Guano, insieme all'amico don Franco Costa, svolse un'intensa attività pubblicistica sulle riviste Studium e Azione Fucina, favorendo l'entrata in politica di molti giovani. I temi come il ruolo dei laici nella Chiesa, la formazione di una cultura religiosa tra il popolo di Dio e l'interpretazione “cristocentrica” del rapporto Chiesa-mondo (arricchiti dall'esperienza della vita universitaria, dai soggiorno all'estero e dal confronto col protestantesimo) sono presenti nella sua opera maggiore, La Chiesa, pubblicata da Studium nel 1936, in contrapposizione alla visione apologetica e dogmatica di Siri sullo stesso tema.

### Pensiero politico
Emilio Guano non fu un teorico della politica, in contrapposizione a don Franco Costa, ma la sua formazione e gli studi lo avvicinarono ad un modello di intellettuale più intento alla riflessione culturale sulla politica che a consigliare i politici. Sono fondamentali nel pensiero di Guano gli appelli alla cultura, alla necessità del pensiero, all'università (come luogo di formazione delle coscienze e delle decisioni etiche), alla politica come arte del possibile e del dialogo con il pensiero laico. Il sacerdote genovese si allontanò dall'idea politica di Montini e Costa, tant'è vero il suo giudizio sulla Democrazia Cristiana non sempre fu benevolo. Nel dopoguerra fu contrario al trionfalismo e all'esaltazione ostentata da una parte del mondo cattolico dopo il 18 aprile 1948; il suo compito, rivolto all'educazione dei laici nella Chiesa e nella società, favorì la crescita del pluralismo delle scelte politiche dei cattolici. In questa direzione s‘inquadra l'esperienza della rivista Spiritualità dell'uomo politico, tentativo di costruire un luogo di dialogo e collaborazione tra intellettuali cattolici e mondo politico, negli anni cruciali (1959-1962) della svolta politica del Centrosinistra. Guano fu convinto assertore della necessità di potenziare la partecipazione e la responsabilità dei laici nella Chiesa, insistendo molto sulla loro indipendenza nel campo sociale e politico, ma il suo sforzo non ottenne alcun risultato.

### Il concilio Vaticano II
Nel 1962 papa Giovanni XXIII nominò il sessantaduenne Emilio Guano vescovo di Livorno, inserendolo di diritto tra i padri conciliari; in questo modo egli sostenne con maggiore efficacia i temi dibattuti nel corso del Vaticano II. La scelta di Livorno sembrò destinata ad allontanare il sacerdote genovese dalla sua lunga esperienza romana nell'associazionismo cattolico. Inserito in una città industriale in cui c'era una radicata tradizione marxista, Guano fu molto amato dalla sua comunità, dove cercò di tradurre nella pastorale ordinaria i dettati conciliari. Alle esigenze della sua Chiesa locale Guano rispose cogli strumenti del biblista e dell'intellettuale: dialogo, incontro, ascolto e parola. Egli trasferì il metodo educativo e pastorale già sperimentato nell'esperienza dell'associazionismo cattolico, continuando a coltivare legami e affetti con tanti laici, intellettuali, professionisti, politici che lo avevano avuto come maestro negli anni della loro formazione.
Molte delle domande e intuizioni espresse nel corso degli anni dell'assistenza nei movimenti di Azione cattolica, trovarono il proprio naturale compimento nella svolta conciliare. Fu il Concilio, infatti, l'evento nel quale Guano manifestò il proprio valore di fine pensatore, svolgendo un ruolo importante nella preparazione e nella definizione di documenti conciliari come Apostolicam Actuositatem, Gaudium et Spes, Dei verbum e Lumen Gentium, nonché nel dialogo ecumenico. Il suo pensiero ecclesiologico mutò nel tempo: dall'idea di nuova cristianità, in grado di segnare il cammino dell'uomo nella modernità, passò ad una concezione di società ispirata al vangelo in dialogo con il mondo contemporaneo. In Concilio, grazie ai rapporti d'amicizia e collaborazione, consolidati in tanti anni di attività internazionale nel movimento di Pax Romana, Guano svolse un prezioso ruolo di raccordo tra gli esponenti dell'episcopato italiano più attenti ad una visione di Chiesa aperta ai segni dei tempi, i padri conciliari francesi, belgi e tedeschi, teologi e biblisti come Chenu, Congar, De Lubac e gli osservatori cristiani riformati.
Morì otto anni dopo, nel 1970, a Genova. Fu sepolto nel cimitero della Misericordia di Livorno.

## Genealogia episcopale
La genealogia episcopale è:
- Cardinale Scipione Rebiba
- Cardinale Giulio Antonio Santori
- Cardinale Girolamo Bernerio, O.P.
- Arcivescovo Galeazzo Sanvitale
- Cardinale Ludovico Ludovisi
- Cardinale Luigi Caetani
- Cardinale Ulderico Carpegna
- Cardinale Paluzzo Paluzzi Altieri degli Albertoni
- Papa Benedetto XIII
- Papa Benedetto XIV
- Papa Clemente XIII
- Cardinale Bernardino Giraud
- Cardinale Alessandro Mattei
- Cardinale Pietro Francesco Galleffi
- Cardinale Giacomo Filippo Fransoni
- Cardinale Carlo Sacconi
- Cardinale Edward Henry Howard
- Cardinale Mariano Rampolla del Tindaro
- Cardinale Gennaro Granito Pignatelli di Belmonte
- Cardinale Pietro Boetto, S.I.
- Cardinale Giuseppe Siri
- Vescovo Emilio Guano